# کامر چاکا
کامر چاکا (آلبانیایی: Kamer Qaka؛ زادهٔ ۱۱ آوریل ۱۹۹۵) بازیکن فوتبال اهل آلبانی است.
از باشگاه‌هایی که در آن بازی کرده‌است می‌توان به باشگاه فوتبال استوا بخارست، باشگاه فوتبال وولرنگا، و باشگاه ورزشی یونیورسیتاتئا کرایووا اشاره کرد.
وی همچنین در تیم‌های ملی فوتبال زیر ۱۷ سال نروژ، زیر ۱۸ سال نروژ، زیر ۱۹ سال نروژ و آلبانی بازی کرده‌است.